# La ragazza e il generale
La ragazza e il generale és una pel·lícula de comèdia antibèl·lica italiana del 1967 dirigida per Pasquale Festa Campanile protagonitzada per Rod Steiger i Virna Lisii produïda per Carlo Ponti.

## Sinopsi
Narra les vicissituds d'un soldat italià que, durant la Primera Guerra Mundial, fa presoner un general austríac. Si aconsegueix portar-lo a les seves línies, rebrà la llicència, una medalla i una recompensa de mil lires, Això tempta també Ada, una jove camperola que ajuda al soldat a canvi de la meitat de la recompensa. La pel·lícula alterna moments còmics i dramàtics, acudits delicats amb reflexions sobre la guerra i la importància dels generals.

## Repartiment
- Rod Steiger - El general
- Virna Lisi - Ada
- Umberto Orsini - Pvt. Tarasconi
- Tony Gaggia - El tinent
- Marco Mariani - El caporal
- Jacques Herlin - El veterinari
- Valentino Macchi - el soldat

## Recepció
La pel·lícula formà part de la selecció oficial del Festival Internacional de Cinema de Sant Sebastià 1967